# JL-3
O JL-3 (ou JL-2C) é um míssil balístico lançado por submarino sendo desenvolvido pela República Popular da China. Especialistas militares predizem que o míssil JL-3 pode possivelmente utilizar MIRVs, ou seja, ter a capacidade de lançar várias ogivas utilizando o mesmo míssil, cada qual atingindo alvos de maneira independente. Contudo, as suas especificações atuais são desconhecidas.